# Jean VI de Constantinople
Jean VI est patriarche de Constantinople de début 712 à sa mort en juillet/août 715. 

## Biographie
Après avoir renversé et fait décapiter l'empereur Justinien II (fin 711), Philippicos déposa le patriarche Cyrus, nommé par son prédécesseur, surtout parce qu'il voulait modifier l'orientation de l'Église : annuler le concile œcuménique de 680 et rétablir le monothélisme comme doctrine officielle. Le nouvel empereur choisit donc Jean, qui acceptait d'entrer dans ses vues, et qui présida un concile purement byzantin de rétablissement du monothélisme. La majorité de l'épiscopat souscrivit d'ailleurs à ce tournant, y compris le futur patriarche Germain Ier, à l'époque métropolite de Cyzique, et aussi André de Crète. En revanche, la nouvelle suscita une levée de boucliers à Rome, où on avait rejeté le monothélisme pendant tout le siècle précédent : les représentants de l'empereur furent expulsés de la ville, et on refusa d'y reconnaître tant Philippicos que son patriarche Jean.
Philippicos fut renversé par un complot d'officiers le 3 juin 713. Son successeur, Anastase II, qui était auparavant le protasekretis, annula le concile de l'année précédente et revint à l'orthodoxie du concile de 680. Mais il ne déposa pas Jean VI, ni aucun des évêques qui avaient souscrit au rétablissement du monothélisme. Le patriarche fut simplement contraint de changer totalement de position et d'écrire au pape Constantin pour l'assurer de son adhésion à la doctrine orthodoxe des deux volontés du Christ. Jean VI mourut pendant l'été 715, alors que faisait rage la guerre civile entre Anastase II et Théodose III, et fut remplacé par Germain Ier (intronisé le 11 août), auquel ne fut pas non plus reproché son ralliement à Philippicos.